# Östra Broby landskommun
Östra Broby landskommun var en tidigare kommun i dåvarande Kristianstads län.

## Administrativ historik
Kommunen bildades i Broby socken i Östra Göinge härad i Skåne när 1862 års kommunalförordningar trädde i kraft. Namnet var före 17 april 1885 Broby landskommun.
27 januari 1911 inrättades i kommunen Broby municipalsamhälle
Vid kommunreformen 1952 uppgick kommunen med municipalsamhället i den nybildade Broby landskommun som, ombildad till enhetlig kommun 1971, 1974 uppgick i Östra Göinge kommun.

## Politik

### Mandatfördelning i Östra Broby landskommun 1938-1946
| 3 | 10 | 12 |

| 24 |

|  | 13 | 11 |

| 24 |

| 2 | 10 | 4 | 6 | 3 |

| 22 |